# Sint-Jan-Baptistkerk (Ruiter)
De Sint-Jan-Baptistkerk (ook: Ruiterskerk of Sint-Jan-de-Doperkerk) is de  parochie-kerk van Ruiter, een gehucht in de gemeente Waasmunster. De kerk is gelegen aan de Sousbeekstraat 103.

## Geschiedenis
Oorspronkelijk waren de gelovigen van Ruiter aangewezen op de Onze-Lieve-Vrouwekerk in Waasmunster-Centrum. De onderpastoor van deze parochie ijverde voor een eigen kerkgebouw in de afgelegen buurtschap Ruiter. Mede door steun van de Jean-Baptiste Vermeulen van Kasteel Ortegat kwam in 1876 een noodkerk tot stand. Deze was gewijd aan het Allerheiligst Hart van Jezus. De familie Vermeulen stelde grond en financiën voor de bouw van de definitieve kerk en pastorie ter beschikking. Toen Jean-Baptiste overleed, wenste de weduwe, barones Dons de Lovendegem, dat de kerk ter nagedachtenis van haar overleden man aan Sint-Jan Baptist zou worden gewijd.

## Gebouw
De kerk is gebouwd in de neogotische stijl en is ontworpen door architect Arthur Verhaegen. Het gebouw, gereedgekomen in 1877, geldt als voorbeeld van de sobere bouwstijl die geïnspireerd is door de dertiende-eeuwse Brugse gotiek. De kerk heeft bijpassend neogotisch meubilair van de hand van beeldhouwer Vanden Eynde uit Gent. Verhaegen tekende zelf voor de ramen. Vlaams minister Geert Bourgeois maakte in juni 2012 bekend dat de kerk onder monumentenbescherming komt te vallen.
De kerk is recent gerenoveerd waarbij de derde en laatste fase afgerond is in december 2009.